# Elsa (restaurang)
Restaurant gastronomique L'Elsa à Monaco är en monegaskisk medelhavsinspirerad gourmetrestaurang som är placerad på området för det femstjärniga lyxhotellet Monte-Carlo Beach i Roquebrune-Cap-Martin i Frankrike. Den är furstendömets första helekologiska restaurang och fick en Michelinstjärna 2014, först i världen som gjorde den bedriften. Restaurangen ägs av det statliga monegaskiska tjänsteföretaget Société des bains de mer de Monaco (SBM). I maj 2022 tog Mélanie Serre över som chefskock efter att restaurangen tappade sin Michelin-stjärna tidigare under året. År 2024 fick restaurangen en ny chefskock i Domenico D'Antonio och som lyckades få tillbaka Michelin-stjärnan året därpå med hjälp av Marcel Ravin, chefskock för Blue Bay Marcel Ravin.
Både hotellet och restaurangen grundades 1929 via ett samarbete mellan SBM och den amerikanska författaren och kolumnisten Elsa Maxwell, restaurangen är namngiven efter henne.